# Vincent Rosinec
Vincent Rosinec (6. květen 1928, Višňové – 19. březen 2011, Bratislava) byl slovenský kameraman, režisér dokumentárních filmů a fotograf. Během svého života získal několik významných filmových ocenění a jako kameraman pracoval na několika významných dílech slovenské kinematografie.
Vincenta Rosince lze označit za jednoho z nejvýznamnějších kameramanů slovenské kinematografie.[zdroj⁠?!] V 60. letech se podílel na několika vynikajících dílech české i slovenské nové vlny a během normalizace pracoval jako kameraman na více komerčně úspěšných a dodnes hraných titulech.

## Začátky ve filmové tvorbě
Jako vystudovaný fotograf se zpočátku neživil natáčením, avšak k filmu měl přesto velmi blízko. O tomto období hovoří Rosinec následující: "Hodně jsem čítával časopis Náš film a musím říct, že mě to chytlo. Náhodou chodíval do Trenčianských Teplic ředitel filmové distribuce. Byl velký fotografický fanoušek. Snažil jsem se mu vycházet vstříc. Když večer za mnou přišel s sejmutím filmem, ráno už měl vyvolané obrázky. Požádal jsem ho, jestli by mi nepomohl najít místo u filmu. Po měsíci jsem dostal dopis, abych se dostavil na zkoušky do budovy Tatra banky. " Od roku 1948 tak začal pracovat ve Studiu hraných filmů jako reklamní fotograf. Jeho první prací byla tvorba fotosiek k dokumentárnímu filmu režiséra Vladimíra Bahnu Ocelová cesta z roku 1949.
Od roku 1950 se však už rozhodl podílet i na samotné výrobě filmů. V tomto období byla, kvůli absenci filmových škol, ustálená praxe, že začínající kameramani nejdříve museli projít celou řadou různých kameramanské profesí. Teprve po několika letech se tak mohli dostat k pozici hlavního kameramana v celovečerním hraném filmu. Rosincove začátky ve filmové výrobě jsou spojeny s jeho pozdějším vzorem Karlem Krško. Ve více rozhovorech ho vzpomíná jako svého učitele a později i svou snahu, "aby se z filmů nevytratil kameramanské pohled, který nám tu zanechal Karel Plicka či později Karol Krška." Pod ním pracoval, zpočátku jen jako řádový člen štábu (na portálu Slovenského filmového ústavu SK Cinema byl označen jako "spolupracovník"), na ideologií výrazně ovlivněných filmech Přehrada (1950) a Boj skončí zítra (1950) a později i jako asistent kamery na filmech Rodná zem (1953) a čtverylce (1955) nebo v pozici druhého kameramana na filmu v hodině dvanácté (1958). S Karlem Krška v neposlední řadě spolupracoval i na dokumentárních filmech Proč ona? (1954) a Banská Štiavnica (1954). Mezi jeho filmografie z 50. let stojí rozhodně za vyzvednutí ještě pozice asistenta kamery ve výborné Solanovej satiře Čert nespí (1956) a divácky dodnes oblíbené komedii s Jozef Kroner Statečný zloděj (1958).

## Už jako hlavní kameraman
Jeho prvními samostatnými kameramanské zkušenostmi byly práce na filmech Dmitrije Plichty, a to konkrétně na krátkém hraném filmu Janko, mýdlo a voda (1957) a také na krátkém dokumentárním filmu Horské slunce (1958). Následně natočil s Andrejem Lettrichem v roce 1960 středometrážní film Stříbrný favorit a pak už přišlo období, kdy v pozici hlavního kameramana participoval na velkých projektech. Tím prvním byly pokořeno řeky (1961) v režii Františka Žáčka, které ještě zpracovávaly ideologicky nekonfliktní téma poměrně schematickým způsobem. Už zde však bylo spatřováno Rosincove zaujetí krajinou a vytváření podmanivých kompozic. Hned jeho druhý celovečerní film Havrania cesta (1962) patří mezi trojici filmů (společně s uhrů Sluncem v síti a Solanovou snímkem Boxer a smrt), které výrazným způsobem ovlivnily slovenský tvorbu následujících let a "převedli" kinematografii z období schematismu směrem k novovlnnému filmu. Následně natočil několik snímků, které se zapsaly do "zlatého fondu české kinematografie". Prvním z nich je Grečner Každý týden sedm dní (1964), kde Rosincova kamera účinně dotváří soudobou atmosféru Prahy a vysokoškolského způsobu života. Zároveň se ve filmu snad nejvíce v celé své kariéře přiblížil ke svému původnímu povolání, neboť v něm často využívá stop motion záběry. V roce 1965 se podílel hned na dvou velkých filmech a to na Solanovom Dokud skončí tato noc a Barabášová zvony pro bosých. Zatímco v prvním filmu jeho kamera inovativní zkoumala prostory jednoho klubu během několika hodin, v tom druhém se opájí malebnými sněžnými krajinkami.
I v druhé polovině 60. let participoval na více zajímavých projektech, jako Jeden den pro starou paní (1966) v režii Martina Hollého, Kolečko (1966), za které získal cenu Igric a především Drak se vrací (1967), ve kterém se nejenže nejvíce projevil Rosincov cit pro snímání krajiny, ale i využívání zajímavých formálních prostředků v podobě kruhových jízd či fascinujících detailů. V přednormalizačnom období ještě rozhodně třeba zmínit experimentální, středometrážní televizní film Vida Horňák Román o base (1968), zajímavý mezinárodní experiment Dialog 20, 40, 60 (1968), kde nasnímal Solanovu povídku a rovněž televizní film Sedm svědků (1967), kde spolupracoval se stejným režisérem.
Pro samotného Rosincovi jsou 60. léta,"obdobím tvůrčí spolupráce s takovými režiséry, jako jsou Martin Hollý, Edo Grečner, Stano Barabáš, Peter Solan a o to plodnější, že nás spojena jen filmařská soudržnost, ale i přátelství. Nejzajímavějšími kameramanské výzvami tohoto období byly pro mě Grečner Drak se vrací, Barabášová Zvony pro bosých a Solana film Zatímco skončí tato noc."

## Období normalizace
Ještě počátkem 70. let natočil poslední hraný film ve spolupráci s Petrem Solanou Pan si nepřál nic (1970), který tvoří jakousi tečku za vrcholným obdobím české kinematografie. Po tragické smrti Vladislava Pavloviče dokončil hraný film Trofej neznámého střelce (1974). Jedná se o jedinou režijní zkušenost Vincenta Rosince v hraném filmu. Jeho dokumentární tvorba je o něco pestřejší. V období 70. let zrežíroval čtyři krátké dokumentární filmy zaměřené na slovenský lidovou uměleckou tvorbu a to Slovenské kraslice (1973), Nejstarší řemeslo (1975), Vyšívaná krása (1976) a Komu roste lípa (1978).
V druhé polovině 70. let rozhodně stojí za zmínku spolupráce s Dušanem Trančík na koncertů pro pozůstalé (1976), a rovněž participace na filmech Vánoční oplatky (1977), Pustý dvůr (1978), za který získal ocenění na MTF Zlatá Praha a Krutá Lubos z téhož roku. Ve spolupráci s ním pokračoval i v 80. letech, kde spolu natočili další čtyři hrané film, přičemž především pohádky Popolvár největší na světě a Plavčík a Vratko patří dodnes do stálé nabídky programů Slovenské televizí. O vlivu Martina Ťapáka na svou tvorbu řekl pro deník SME: "Určitě nemohu nezmínit filmy Martina Ťapáka. Při jejich natáčení jsem si totiž více než kdykoliv předtím uvědomil, že těžko může kdokoliv tvořit, pracovat bez bytostného vztahu ke svému rodišti, ke svému kraji, k lidem, k životu."

## Konec kariéry
V posledních letech své kameramanské kariéry se ještě podílel na zajímavém filmu o filmu Úhel pohledu (1984) Vlada Balco, kde zajímavě propojuje dva módy snímání – klasický a pseudodokumentární. S celovečerním filmem se rozloučil prací na Lettrichově filmu Hody (1987) a s filmem jako takovým, televizní středometrážní snímkem Poslední hry (1988). Za svá díla získal několik ocenění, včetně igrice a Zlaté kamery v roce 2003 za celoživotní přínos v oblasti filmového umění. Naposledy mu Slovenská filmová a televizní akademie udělila v roce 2008 národní filmovou cenu Slunce v síti za celoživotní přínos české kinematografii i Cenu předsedy NR SR Pavla Paška za mimořádný přínos v oblasti filmu. V témže roce mu také vzdal poctu jeho dlouholetý přítel Vlado Balco filmem Mezi 4 – 5,6. Před kamerou se naposled objevil v roce 2010 v projektu Slovenské kino, v části Duch ve stroji – muži s kinoaparátom v režii Roberta Kirchhoffa.

## Kameramanské styl
Pokud hovoříme o kameramanském stylu, je třeba být opatrný, protože každý kameraman by měl především snažit přizpůsobit celkové koncepci díla, jeho atmosféře a tématu či požadavkům režiséra. Častokrát je tak kameramanů styl odlišný v souvislosti s typem filmu či režisérem, s nímž spolupracuje. Ve většině případů by člověk jen těžko poznal jednotlivého kameramana, ale najdou se i výjimky. Jednou z nich je i Vincent Rosinec. Jak o Rosincovi říká Vlado Balco: "Často jsem díval filmy v televizi a zaujaly mě záběry, které se velmi podobaly tomu, co jsem viděl z okna. Zvedající se mlhy nad kopci, atmosféry země. Řekl jsem si, to musel natočit člověk, který musel znát tuto zemi, který musel znát hory, protože to bylo sugestivní a velmi se to podobalo na to, co jsem viděl z okna. Počkal jsem si na konec filmu, byl jsem zvědavý, kdo to byl. Kameraman byl Vincent Rosinec. Zapamatoval jsem si to jméno, režiséra jsem si nevšímal. A často, když jsem ucítil, že to bude tento kameraman, jsem počkal na konec filmu, abych si to potvrdil. " 
Sugestivní obrazy krajiny a poetizace prostředí, to je to, co charakterizuje kameramanskou tvorbu Vincenta Rosinca. To potvrzuje i další klasik české kinematografie Eduard Grečner: "Dokázal to dílem Román o base režiséra Vida Horňák, které je čistým a vyváženým dílem podle novely Antona P. Čechova. Zde překrásné vystihl kouzlo novely v její čisté prosvícenosti, "vnitřním třpytem" charakterů, s obdivuhodným výsledkem technického řešení snímání kamery. Byl to osvobozující rozchod s dosavadním obvyklým způsobem snímání. V inspirovaném uvolnění dokázal, zejména prací ve světle, zbavit fotografii naturalistické popisnosti a tíhy, dodal její něhy, dokázal ji "provzdušnit" světlem, "nadechnout" až do lyrické lehkosti protikonvenčně použitým způsobem světla, přičemž si zachoval základní znaky své předchozí tvorby, svůj rukopis obohatil nyní o významné poetické tóny. Právě pro tyto poetizující sklony jsem Vinca Rosince požádal o spolupráci na filmu Drak se vrací, který byl koncipován jako balada .. Zde se kameraman Rosinec plně uplatnil vysloveně jako básník filmového obrazu, který výrazně přispěl k jeho poetice. Baladičnost záměru díla svojí kamerou mnohonásobně zvýraznil." 
Svůj vlastní rukopis Vincent Rosinec dokázal do filmu přetavit díky důsledné přípravě. Do detailu znal scénář i záměr režiséra a už před filmem měl jasnou představu o filmu, který vzniká. Vlado Balco dokonce hovoří o jisté režijní participaci, která snad souvisela is Rosincovými vlastními zkušenostmi s režií: "Dalo by se říci, že jaksi nenápadně" kontroloval "režiséra, stál za kamerou a vše sledoval. Nerušily ho technické problémy kamery, na to měl své asistenty – ostřiče, švenkra ... Vnímal světlo, výřez kamery, který si určil, a její pohyb. Pokud něco někdy dobře nešlo, pokud situace nebyla dobře vymyšlená, Vinco byl nejpodstatnější při jejím vyřešení. Věděl posouvat věci dopředu, věděl přesně a rychle pojmenovat problém. "Něco podobného potvrzuje i Eduard Grečner: " ...ako kameraman prokázal vzácnou vlastnost tvůrčího spoluautora filmového díla. V brilantní podobě toto své nadání projevil ve skvělém filmu Stanislava Barabáše Zvony pro bosých. Je třeba říci, že jde o výjimečnou vlastnost v oblasti filmové kamery, a že se Vincent Rosinec jako citlivý a vnímavý tvůrce nikdy nerozešel se záměry režie, nevybočil do svévolných "kameramanské Parád", kde by mohl demonstrovat svou technickou virtuozitu. Naopak, pokaždé pomáhal významně dosáhnout jednolitý básnický účinek každého díla, na němž se tvořivě podílel. " 
Rosinec se především snažil navázat na odkaz, jakousi "slovenskost kamery", Karola Plicky a Karola Kršku: "Vím, každá téma nemůže být vždy pouze Slovak , ale měli bychom se snažit co nejpřijatelnější formou udržet tu slovenskost kamery. Známe celé národní výtvarné školy, které poznamenaly vývojové období filmu, francouzskou, sovětskou, mexickou a pod. A v dílech těchto kinematografií vůbec necítíme žádné schválnosti. " 

## Filmografie

### Hraný film (kamera)
- 1953: Rodná zem (asistent kamery)
- 1955: Rohy (krátkometrážní film), (asistent kamery)
- 1955: čtverylce (asistent kamery)
- 1956: Prověrka lásky (druhá kamera)
- 1956: Čert nespí (asistent kamery)
- 1958: Dva beránci (krátkometrážní film), (asistent kamery)
- 1958: V hodině dvanácté (druhá kamera)
- 1958: Statečný zloděj (asistent kamery)
- 1959: Náš školník (krátkometrážní film)
- 1960: třináctiletý – pov. Stříbrný favorit
- 1960: Přerušená píseň, (druhá kamera)
- 1961: pokořeno řeky
- 1962: Havrania cesta
- 1963: Ivanov
- 1964: Každý týden sedm dní
- 1964: Senzi mama
- 1965: Dokud skončí tato noc
- 1965: Zvony pro bosých
- 1966: Jeden den pro starou paní
- 1966: Kolečko (středometrážní film)
- 1967: Drak se vrací
- 1968: Dialog 20-40-60- 2. pov.
- 1969: Láska nelaskavě
- 1970: Pan si nepřál nic
- 1973: Den slunovratu
- 1974: Trofej neznámého střelce, film režijně dokončil po smrti Vladislava Pavloviče
- 1975: Život na útěku
- 1976: Do posledního dechu
- 1976: Koncert pro pozůstalé
- 1978: Krutá Luboš
- 1978: Pustý dvůr
- 1980: Hodiny
- 1981: Plavčík a Vratko
- 1982: Popolvár největší na světě, se Stanislavem Szomolányi
- 1983: Sojky v hlavě
- 1984: Úhel pohledu
- 1985: Třetí drak
- 1986: Pasodoble pro tři, se Zoltánem Weigl
- 1986: Zakázané uvolnění
- 1987: Hody

### Televizní film (kamera)
- 1962: Dobrodružství se spravedlností
- 1963: Mlčení moře
- 1967: Sedm svědků
- 1968: Román o base
- 1968: … a sekat dobrotu
- 1969: Od čtvrtka do zmrtvýchvstání
- 1969: Malá anketa
- 1970: Ring volný
- 1971: zaprášená historie 1-9
- 1971: Čarodějnice
- 1974: Kronika 1-2
- 1975: Ještě se nevracím
- 1976: Ve znamení slunce
- 1977: Hanča, Janko, Lucia
- 1977: Vánoční oplatky
- 1979: Sochy Jana Kulich
- 1979: Mišo
- 1979: Uzlíky naděje
- 1980: Taneční miniatury 9 (Hra a práce)
- 1981: Katera
- 1981: Desátý chlap
- 1986: Modrá zelená zóna
- 1987: Sázka s čertem
- 1987: Nyní se už nehrajeme
- 1988: Poslední hry (i námět a scénář)

### Dokumentární film (kamera)
- 1954: Chléb a květiny
- 1956: Čonás nejvíce zajímá, s Karlem Krško
- 1957: Janko, mýdlo a voda
- 1958: Dary této země, s Otakarem Patočkou
- 1958: Horské slunce
- 1959: Liptovští koželuzi
- 1959: Zářivky
- 1963: 3 x proč č. 12, s Mikulášem ricotta
- 1968: Rapsodie v bílém, s Miloslavem Filipem
- 1971: Vladimír Mináč
- 1972: Chorea Amore (televizní dokument)
- 1972: Choera Guernica (televizní dokument)
- 1972: Polomského vzpoura
- 1973: Mária Rudavská (televizní dokument)
- 1975: 30 let slovenského hraného filmu

### Dokumentární film (režie)
- 1973: Slovenské kraslice (televizní dokument)
- 1975: Nejstarší řemeslo
- 1976: Vyšívaná krása (televizní dokument)
- 1978: Komu roste lípa (televizní dokument)
- 1981: Stupavský džbánkár, národní umělec Ferdiš Kostka (televizní dokument)
- 1985: Lidové dřevěné písty